# Verwaltungsgemeinschaft Pirna
Die Verwaltungsgemeinschaft Pirna ist eine Verwaltungsgemeinschaft im Freistaat Sachsen im Landkreis Sächsische Schweiz-Osterzgebirge. Sie liegt im Zentrum des Landkreises südöstlich der Landeshauptstadt Dresden. Sie befindet sich am Rande der Sächsischen Schweiz an der Elbe.
Die Verwaltungsgemeinschaft Pirna wurde am 1. Januar 2000 eingerichtet.

## Mitgliedsgemeinden
- Pirna mit den Ortsteilen Pirna (unter anderem mit der Altstadt und der Westvorstadt), Posta, Niedervogelgesang, Zuschendorf, Neundorf, Rottwerndorf, Hinterjessen, Copitz, Zehista, Cunnersdorf, Mockethal, Zatzschke, Liebethal, Krietzschwitz, Obervogelgesang, Birkwitz-Pratzschwitz, Graupa und Sonnenstein
- Dohma mit den Ortsteilen Dohma, Cotta und Goes